# Murtala Mohammed
Murtala Ramat Mohammed (Kano, 8 de novembro de 1938 - Lagos, 13 de fevereiro de 1976) foi um governante militar (Chefe da Casa Militar do Governo Federal) de Nigéria de 1975 até seu assassinato em 1976. Na data do seu assassinato era o chefe de Estado de facto da Nigéria.

## Vida
Foi um general nigeriano que liderou as forças de contragolpe do Norte na derrubada da República da Nigéria e teve destaque durante a Guerra Civil da Nigéria e, posteriormente, governou a Nigéria de 30 de julho de 1975 até seu assassinato em 13 de fevereiro de 1976. Este período da história nigeriana, desde a vitória do contra-golpe do Norte até a morte de Murtala, é comumente associado à institucionalização dos militares na política .
Nascido em Kano, em uma família religiosa da classe dominante, Murtala serviu no exército nigeriano como cadete na Real Academia Militar de Sandhurst. Mais tarde, ele serviu no Congo; eventualmente subiu na hierarquia para se tornar general de brigada em 1971, aos 33 anos, tornando-se um dos generais mais jovens da Nigéria. Três anos depois, Murtala tornou-se o Comissário Federal para as Comunicações em Lagos. Como conservador e federalista, Murtala lamentou a derrubada da Primeira República e a promulgação do decreto de unificação de Aguiyi Ironsi de 1966. Ficou arrasado com o assassinato de Sir Ahmadu Bello, e por um tempo considerou seriamente a secessão do norte da Nigéria. Sua carreira redobrou depois que Chukwuma Kaduna Nzeogwu e os jovens majores orquestraram o primeiro golpe militar na Nigéria do golpe de 1966 capacitando-o a liderar o motim da noite de 29 de julho de 1966 em Abeokuta. Murtala foi brevemente considerado como Comandante Supremo antes da nomeação de Yakubu Gowon. Ele também planejou o contra-golpe de julho de 1966, que evidentemente desencadeou a Guerra Civil da Nigéria.
Durante a guerra, ele comandou a segunda divisão de infantaria da Nigéria, responsável pela morte de civis e grande parte dos rebeldes. O uso de soldados veteranos por seu comando, sem quartel , e estratégias de terra arrasada levaram a entre 10 000 e 30 000 mortes. Combinado com o total de três milhões de mortos na guerra, tornando a guerra civil uma das mais mortais da história moderna. Três anos depois, o governo militar federal declarou vitória que reforçou a imagem de Murtala sobre a Nigéria e, em particular, o norte como líder militar durante a era pós-guerra de "reconciliação, reconstrução e reabilitação". Na Nigéria pós-guerra civil, Murtala governou com mais poder do que qualquer líder nigeriano antes ou depois, e desenvolveu uma autoridade carismática e um culto à personalidade. Durante a Guerra Fria manteve a neutralidade nigeriana através da participação no movimento não alinhado, mas apoiou a União Soviética — durante o esforço desta última na Guerra Civil Angolana — de várias formas, prejudicando a reputação internacional do país.
A Nigéria sob Murtala presidiu um período de prosperidade econômica desenfreada. Ao mesmo tempo, seu regime passou de autoritário para tomada de decisão consensual com Murtala como líder de um triunvirato militar, ao lado dos generais Olusegun Obasanjo e Theophilus Danjuma. A ditadura amenizou e Murtala desvelou planos de desmilitarização da política. Em 1976, com apenas sete meses de governo nascente, Murtala sem ter tempo para ver seus planos implementados foi assassinado em uma tentativa fracassada de golpe de Estado , sendo sucedido por Olusegun Obasanjo como Chefe de Estado, que, por sua vez, liderou a transição nigeriana para a democracia com a Segunda República da Nigéria.
O legado de Murtala na história da Nigéria permanece controverso, pois a natureza de seu governo mudou ao longo do tempo. Seu reinado foi marcado tanto pela repressão brutal quanto pela prosperidade econômica, o que melhorou muito a qualidade de vida na Nigéria. Seu estilo ditatorial provou ser altamente adaptável, o que permitiu uma ampla reforma social e econômica , enquanto as atividades consistentes durante seu reinado se centraram no governo altamente centralizado, autoritarismo, federalismo, federalismo nacional e pan-africanismo.